# Nathaniel Weyl
Nathaniel Weyl (Nova Iorque, 20 de julho de 1910 – Ojai, 13 de abril de 2005) foi um economista e autor estadunidense que escreveu sobre uma variedade de problemas sociais. Foi membro do Partido Comunista dos Estados Unidos de 1933 a 1939. Após deixar o partido tornou-se um conservador e anti-comunista confesso. Em 1952 desempenhou um pequeno papel no caso Alger Hiss.

## Infância e carreira
Nascido em Nova Iorque, Weyl foi o filho único de Walter Edward Weyl, um fundador da revista The New Republic e um proeminente progressista, e Bertha Poole Weyl. Recebeu seu bacharel em Ciência pelo Columbia College da Universidade de Columbia em 1931 e fez pós-graduação na London School of Economics. Ele foi contratado como um economista da Agricultural Adjustment Administration e se juntou ao Partido Comunista do mesmo ano. Juntou-se ao grupo Ware, uma célula secreta dos comunistas em Washington D.C., cujos membros tentaram promover políticas de esquerda e pró-comunista no governo. Alguns membros do grupo Ware que realizavam tarefas de espionagem para a União Soviética, apesar de Weyl aparentemente nunca ter participado de nenhuma espionagem. Ele deixou o partido em 1939, desanimado com o pacto de não agressão entre Hitler-Stalin daquele ano.

## Depois do comunismo
Após deixar o Partido Comunista, aceitou um cargo como chefe da unidade de investigação da América Latina no Federal Reserve Board e mais tarde mudou-se para o Conselho da Economia de Guerra. Atuou no exterior, no exército, por dois anos durante a Segunda Guerra Mundial. Após a guerra ele se tornou jornalista e escritor, bem como ganhando renda através de investimentos.
Em 1952 testeminou diante do Comite de Segurança Interna do Senado que havia sido um membro do grupo Ware, e que Alger Hiss também havia assistido reuniões. Este foi o único testemunho ocular em colaboração com o testemunho de Whittaker Chambers de que Alger Hiss era comunista. No entanto veio dois anos depois de que Hiss havia sido condenado por perjúrio, e a falha de Weyl em apresentar-se como testemunha nunca foi explicada por ele.
Os escritos de Weyl incluem estudos do comunismo, especialmente na América Latina; espionagem e segurança interna nos Estados Unidos; análises raciais, étnicas e de classes das sociedades; e o papel das elites políticas e intelectuais. Alguns de seus escritos foram publicados em jornais eugênicos e tem abraçado algumas visões como a de culpar os modernos movimentos revolucionários acerca da "inveja dos não-empreendedores contra as minorias criativas".
Dois dos livros de Weyl, Treason (1950) e Cuba - segredo duma traição (no original Red Star Over Cuba) (1961), receberam algum interesse crítico e discussão em suas épocas. Red Star Over Cuba postula que Fidel Castro era um comunista secreto antes da Revolução Cubana, tendo sido recrutado pelos soviéticos enquanto era adolescente. A teoria não foi amplamente aceita.
Após o lançamento do Red Star Over Cuba, Weyl e John Martino, um ativista contra Fidel Castro, também promoveram a história de que Lee Harvey Oswald tinha estado em Cuba antes de sua tentativa de assassinato de John F. Kennedy, onde ele entrou em contato com inteligência cubana e Castro. O escritor norte-americano Larry Hancock escreve que os dois propuseram que o assassinato de Kennedy foi uma morte encomendada baseada na "motivação de vingança de Castro pelos contínuos atentados contra a vida de Fidel Castro pelo governo dos Estados Unidos."  Martino admitiu que a história foi fabricada antes de sua morte, em 1975.
Seu livro de 1979, Karl Marx - Racist, contém um resumo e uma crítica das visões de Karl Marx sobre a raça e o papel dos judeus no capitalismo moderno, assim como uma discussão das últimas refutações dos pontos de vista econômicos de Marx. Ao mesmo tempo, Weyl apoiava o governo da minoria branca na África do Sul contra os "terroristas comunistas", como Nelson Mandela, preferindo os brancos de Rodésia, África do Sul e Colônias Portuguesas. Pensando que a luta dos movimentos de libertação indígena foi essencialmente destruída em 1970, ele publicou Traitor's End– a intenção do livro era ser a celebração anti-comunista branca da suposta destruição dos movimentos de libertação da maioria negra.
Também foi um apologista da segregação. Apoiou teorias raciais contra a miscigenação. Escreveu para o Mankind Quarterly–para o qual Robert Gayre apelidou de um defensor das idéias modernas antropológica do eugenista do século 19, Sir Francis Galton. Num tom menos racialmente conservador do que o da maioria dos escritores do jornal, ele permitia o casamento entre etnias poderia ser permitido em certos casos selecionados.
Weyl teria moderado suas posições conservadoras mais tarde em sua vida, e votou em Bill Clinton e John Kerry.[carece de fontes?]  Morreu em Ojai, California, em 13 de Abril de 2005. Deixou os filhos Jonathan e Walter Weyl, as filhas Georgianne Cowan (Charles Bernstein) e Jeanne Cowan (Barney Hass), três netos e três bisnetos. sua primeira esposa, Sylvia, e secunda esposa, Marcelle, haviam morrido anteriormente.

## Obras de Nathaniel Weyl

### Artigos
- Weyl, Nathaniel. «Encouraging Bright Young Couples To Have More Children». Cosmotheism Today. Consultado em 29 de junho de 2008. Arquivado do original ([ligação inativa] – Scholar search) em 12 de junho de 2008
- Weyl, Nathaniel (março de 1967). «Envy And Aristocide». Intelligence, the MENSA Journal. Consultado em 29 de junho de 2008

### Livros
- Weyl, Nathaniel (1950). Treason: The Story of Disloyalty and Betrayal in American History. [S.l.]: Public Affairs Press
- Weyl, Nathaniel (1960). The Negro in American Civilization. [S.l.]: Public Affairs Press
- Weyl, Nathaniel (1961). Red Star Over Cuba, the Russian Assault on the Western Hemisphere. [S.l.]: Arlington House. ISBN 0815967055
- Weyl, Nathaniel (1963). The Geography of Intellect (with Stefan Possony). [S.l.]: Henry Regnery Company
- Weyl, Nathaniel (1966). The Creative Elite in America. [S.l.]: Public Affairs Press. ISBN 0818301600
- Weyl, Nathaniel (1968). The Jew in American Politics. [S.l.]: Arlington House
- Weyl, Nathaniel (1970). Traitors' End; The Rise and Fall of the Communist Movement in Southern Africa. [S.l.]: Arlington House. ISBN 0870000829
- Weyl, Nathaniel (1971). American Statesmen on Slavery and the Negro. [S.l.]: Arlington House. ISBN 0870001175
- Weyl, Nathaniel (1979). Karl Marx, Racist. [S.l.]: Arlington House. ISBN 0870004484
- Weyl, Nathaniel (1990). Geography of American Achievement. [S.l.]: Scott-Townsend Publishers. ISBN 1878465007
- Weyl, Nathaniel (2003). Encounters With Communism. [S.l.]: Xlibris Corporation. ISBN 1-4134-0747-1